# Odontocera petiolata
Odontocera petiolata är en skalbaggsart som beskrevs av Bates 1873. Odontocera petiolata ingår i släktet Odontocera och familjen långhorningar. Inga underarter finns listade i Catalogue of Life.